# Метель (повесть)
«Мете́ль» — повесть Александра Сергеевича Пушкина из цикла «Повестей покойного Ивана Петровича Белкина», написанная в 1830 в Болдине и изданная в 1831 году. Повесть написана последней в цикле; она была закончена 20 октября 1830 года. Экранизирована в 1964 году.
Как и повесть «Барышня-крестьянка», «рассказана» подставному автору Белкину девицей К. И. Т.
Повесть тесно перекликается с балладой Василия Жуковского «Светлана», начиная с эпиграфа, общего мистического настроя и заканчивая развязкой-толкованием.

## Сюжет
Начало действия приурочено к 1811 году, продолжается после заграничного похода русской армии.

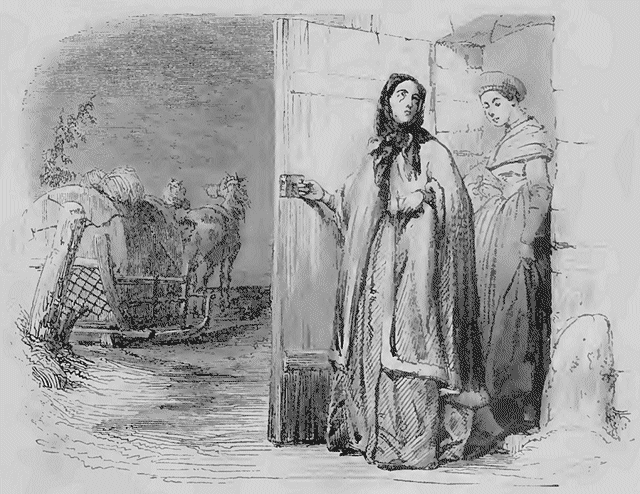
Иллюстрация в еженедельной газете L'Illustration, № 13, 27 мая 1843 г.

Марья Гавриловна, дочь зажиточного помещика, влюбляется в бедного армейского прапорщика Владимира Николаевича. Они тайно встречаются и ведут переписку, несмотря на недовольство родителей Марьи Гавриловны. Вскоре Владимир предлагает девушке бежать вместе с ним и обвенчаться в церкви соседнего села. Приехавшая в церковь Марья Гавриловна не застаёт там своего жениха, — Владимир попал в сильную метель и сбился с дороги. Проезжавший мимо церкви гусарский полковник Бурмин ради забавы решил выдать себя за жениха и обвенчался с Марьей Гавриловной, которая была без сознания при его приезде и во время венчания. Когда им объявили, что можно поцеловаться, Марья Гавриловна очнулась и закричала «Это не он!». Бурмин спешно уехал из церкви, а заблудившийся и вернувшийся домой ни с чем Владимир написал полусумасшедшее письмо, в котором говорилось, что он никогда не ступит ногой в дом своей бывшей невесты.
Вскоре началась Отечественная война 1812 года, Владимир ушёл воевать, был тяжело ранен в сражении под Бородино и через несколько дней умер. 26-летний полковник Бурмин же благополучно вернулся с войны, став кавалером Георгиевского креста и вновь встретил Марью Гавриловну, в которую страстно влюбился. Он рассказал ей свою историю о том, как он ещё до войны ради шутки обвенчался с молодой девушкой и теперь не имеет надежды на то, чтобы отыскать ту, с которой так жестоко поступил. После слов Марьи Гавриловны: «Боже мой, Боже мой! Так это были вы! И вы не узнаёте меня?» Бурмин «побледнел и бросился к её ногам». 
Что важно: по обряду венчания мы узнаем, что Бурмина, вероятнее всего, звали тоже Владимиром, потому что священник называет молодых по формуле: «Венчается раб божий Владимир рабе божией Марие...» То есть, имена обоих возлюбленных Марьи — идентичны.

## Хронология
Хронология событий повести довольно точно установлена в ней самим автором:
- начало 1812 года: побег Марьи Гавриловны из дома и венчание с гусаром Бурминым.
- конец зимы или весна 1812 года: отъезд Владимира в армию.
- 12 июня 1812 года: вторжение французской армии в Россию, начало Отечественной войны.
- 26 августа 1812 года: Бородинское сражение, ранение и вскоре смерть Владимира «в Москве, накануне вступления французов». Передовые части наполеоновской армии вошли в Москву 2 сентября 1812 года.
- 31 марта 1814 года: вступление русской армии в Париж.
- конец 1814 — зима или весна 1815 года: приезд полковника Бурмина и знакомство с Марьей Гавриловной.
- лето 1815 года: объяснение Бурмина и Марьи Гавриловны. Объяснение происходит через три года после смерти Владимира.

## В искусстве
- Метель — повесть Александра Дюма-отца, написанная на основе повести Пушкина и включённая в сборник «Воспоминания Антони»;
- 1918 — Метель — немой фильм. Режиссёр Николай Маликов (фильм не сохранился);
- 1964 — Фильм «Метель» (СССР). Режиссёр Владимир Басов. К этому фильму композитором Георгием Свиридовым сочинён романс «Метель» (позднее переработанный в сюиту и ставший самостоятельным, широко известным произведением), а также прочие музыкальные иллюстрации к повести;
- 1984 — Метель (телеспектакль), (СССР). Режиссёр Пётр Фоменко;
- 2010 — «Метель» — российский кукольный мультфильм студии «Пчела». Режиссёр Мария Муат.